# Ålen (film)
Ålen (japanska: うなぎ unagi) är en japansk film av Shōhei Imamura från 1997.

## Handling
En man sitter fängslad för hustrumord och den enda samtalspartner i fängelset är hans sällskapsdjur, en ål. Efter frigivningen följer ålen med och mannen börjar jobba som frisör. Senare räddar han en självmordsbenägen kvinna som får hjälpa till i frisersalongen.

## Medverkande
| Kōji Yakusho  | – Takuro Yamashita |
| Misa Shimizu  | – Keiko Hattori    |
| Fujio Tsuneta | – Jiro Nakajima    |
| Akira Emoto   | – Tamotsu Takasaki |
| Shō Aikawa    | – Yuji Nozawa      |

## Mottagande
Filmen belönades 1997 med Guldpalmen tillsammans med den iranska filmen Smak av körsbär.
För The New York Times var skådespelarnas insats utmärkt och filmen bedöms som "fantastisk".